# Spurpunkt
Spurpunkt ist ein Begriff der analytischen und der darstellenden Geometrie. Er bezeichnet die Schnittpunkte von Geraden und Ebenen im dreidimensionalen Raum {\displaystyle \mathbb {R} ^{3}} mit den Koordinatenebenen bzw. -achsen.

## Spurpunkte einer Geraden

Spurpunkte einer Geraden

Als Spurpunkte einer Geraden im dreidimensionalen Raum {\displaystyle \mathbb {R} ^{3}} werden die Schnittpunkte der Gerade mit den Koordinatenebenen bezeichnet. Der Punkt, an dem die Gerade die x-y-Grundebene mit der Gleichung {\displaystyle z=0} durchdringt, heißt {\displaystyle S_{xy}}, analog sind die Spurpunkte {\displaystyle S_{xz}} und {\displaystyle S_{yz}} definiert. Wenn beispielsweise eine Geradengleichung in Parameterform wie folgt gegeben ist
{\displaystyle {\begin{pmatrix}x\\y\\z\end{pmatrix}}={\begin{pmatrix}3\\2\\-4\end{pmatrix}}+\lambda {\begin{pmatrix}4\\3\\-2\end{pmatrix}}} mit {\displaystyle \lambda \in \mathbb {R} },
dann ergibt sich durch Nullsetzen der {\displaystyle z}-Komponente: {\displaystyle \lambda =-2}.
Der Ortsvektor des Spurpunktes wird durch Einsetzen von {\displaystyle \lambda } in die Parameterdarstellung bestimmt: {\displaystyle {\vec {s}}_{xy}={\begin{pmatrix}-5\\-4\\0\end{pmatrix}}}. Der Spurpunkt besitzt somit die Koordinaten {\displaystyle S_{xy}=P(-5\mid -4\mid 0)}.
Voraussetzung für die Existenz eines Spurpunkt mit einer Koordinatenebene ist, dass die Gerade nicht parallel zu dieser Ebene verläuft.

## Spurpunkte einer Ebene
Die Spurpunkte einer Ebene im dreidimensionalen Raum {\displaystyle \mathbb {R} ^{3}} sind die Schnittpunkte der Ebene mit den Koordinatenachsen. Ihre Bezeichnung erfolgt nach der Koordinatenachse, die jeweils durchschnitten wird. Die Berechnung kann aus Achsenabschnittsform oder der allgemeinen Koordinatenform einer Ebenengleichung erfolgen.
Ist die Ebene beispielsweise durch die allgemeine Koordinatenform {\displaystyle 6x+4y-3z=12} gegeben, so erhält man die {\displaystyle x}-Komponente durch Nullsetzen der  {\displaystyle y}- und {\displaystyle z}-Komponente als {\displaystyle x=2}. Der Spurpunkt hat somit die Koordinaten {\displaystyle S_{x}=P(2\mid 0\mid 0)}. Entsprechend können die beiden weiteren Spurpunkte bestimmt werden.
Voraussetzung für die Existenz eines Spurpunktes mit einer der Koordinatenachsen ist, dass sie nicht parallel zu einer der Koordinatenebenen verläuft.